# McLeese Lake
McLeese Lake är en sjö i Kanada.   Den ligger i provinsen British Columbia, i den centrala delen av landet, 3 400 km väster om huvudstaden Ottawa. McLeese Lake ligger 670 meter över havet. Arean är 2,1 kvadratkilometer. Den sträcker sig 4,2 kilometer i nord-sydlig riktning, och 1,5 kilometer i öst-västlig riktning.
I omgivningarna runt McLeese Lake växer i huvudsak barrskog. Trakten runt McLeese Lake är nära nog obefolkad, med mindre än två invånare per kvadratkilometer.